# Parafia Świętej Trójcy w Rypinie
Parafia pw. Świętej Trójcy w Rypinie – rzymskokatolicka parafia należąca do dekanatu rypińskiego, diecezji płockiej, metropolii warszawskiej. Parafia została erygowana w XIV wieku. Jej obecnym proboszczem jest ks. Andrzej Krasiński. Kościół parafialny został zbudowany w 1355 w stylu gotyckim. Mieści się przy ulicy Jana Pawła II.

## Miejsca kultu

### Kościół parafialny
- Kościół pw. Świętej Trójcy w Rypinie